# Fuerzas Democráticas Sirias
Las Fuerzas Democráticas Sirias (en árabe: قوات سوريا الديمقراطية‎, romanizado: Quwwāt Sūriyā al-Dīmuqrāṭīya, en kurdo: Hêzên Sûriya Demokratîk, en siríaco clásico: ܚܝ̈ܠܘܬܐ ܕܣܘܪܝܐ ܕܝܡܩܪܛܝܬܐ, romanizado: Ḥaylawotho d'Suriya Demoqraṭoyto), comúnmente abreviado como FDS por sus siglas en español o SDF en los medios angloparlantes, son una alianza militar de milicias kurdas, árabes, asirios, armenios, turcomanos y circasianos que participan en la guerra civil siria como fuerzas armadas de la Administración Autónoma del Norte y Este de Siria (comúnmente llamada Rojava). Entre sus componentes más destacables se encuentran las YPG y las YPJ, que hasta finales de enero del 2018 contaron con el apoyo militar de EE. UU. y la mayor parte de potencias occidentales.
Fundadas en octubre de 2015, las FDS luchan por formar una Siria secular, democrática y federal. Parte de sus objetivos se están llevando a cabo en la Revolución de Rojava donde junto a las milicias kurdas fundaron el autogobierno autónomo de facto de Rojava, una federación regida por el confederalismo democrático, una teoría basada en la democracia directa. En la constitución provisional de Rojava las FDS han sido nombradas como fuerza de defensa oficial. Este rol ha sido oficializado en la constitución vigente de Rojava aprobada el 12 de diciembre de 2023.
Sus principales enemigos son los salafistas y los grupos fundamentalistas islámicos que participan en la Guerra Civil Siria, destacando a Dáesh y también al Ejército de la Conquista, Al-Qaeda y otros grupos islámicos. Su principal objetivo siempre ha sido Dáesh, expulsándolos de lugares clave como Manbij o el castillo Qal'at Ja'bar.
En marzo de 2025, y tras el derrocamiento de Bashar al-Ásad, las FDS acordaron integrarse en las instituciones del Gobierno de transición de Siria, lo que fue valorado internacionalmente.

## Operaciones

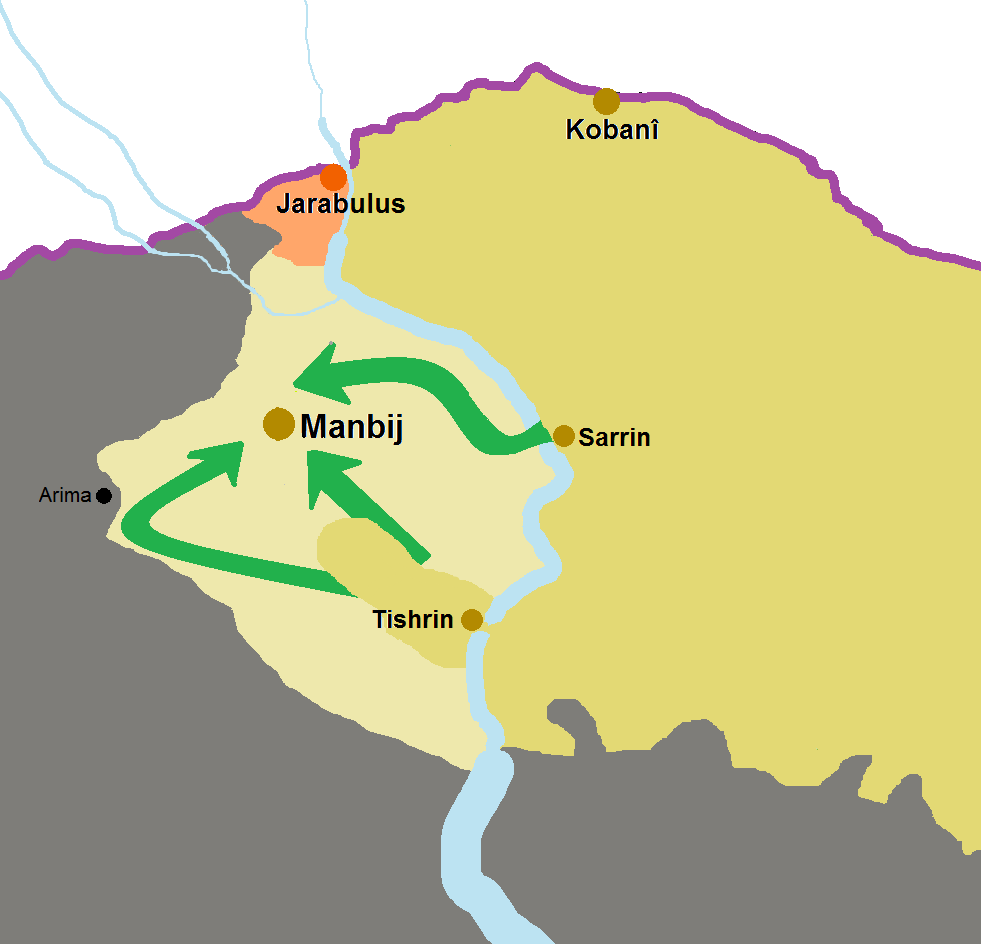
Conquista de las FDS de Manbij
(Batalla de Manbij).

### Presa de Tishrín
Se trata de una ofensiva llevada a cabo por las FDS para recuperar la presa de Tishrin, un conflicto que se llevó a cabo en diciembre de 2015 y que se completó con éxito en tan solo una semana.

### Manbij
Las FDS conquistaron Manbij el 12 de agosto de 2016 tras dos años de ocupación por parte de Dáesh (Batalla de Manbij). Actualmente hay una gran disputa por el control de esta ciudad, ya que Turquía, una vez conquistada la ciudad de Al-Bab, amenazó a los kurdos con que regresaran al otro lado del Éufrates. Tras el rechazo de los kurdos, Turquía se dispuso a conquistar la ciudad para restar poder a esta alianza a pesar del apoyo de EE. UU. Este hecho ha sido duramente criticado por la mayoría de facciones que intervienen en Siria, recordando al gobierno turco que el objetivo es acabar con Dáesh.
El 2 de marzo de 2017, el gobierno sirio de Bashar al-Ásad firmó un acuerdo en el que las FDS les otorgaban territorio al oeste de Manbij a cambio de protección para frenar el avance de los rebeldes y el Ejército turco.

Ofensiva para la captura de Tabqa y su presa

### Tabqa y su presa
Con ayuda de las fuerzas estadounidenses, las FDS consiguieron cruzar el lago Assad en barcos y rodear la ciudad de Tabqa por todos sus frentes y su presa, que es la mayor de Siria. Tras una serie de ataques continuos y tras varias dificultades, consiguieron conquistar totalmente la ciudad y expulsar a la banda yihadista el 10 de mayo de 2017, lo que fue un gran éxito para las FDS y una victoria más en su avance para conquistar Raqa, el bastión de Dáesh.

### Raqa
Desde el 6 de junio de 2017 las FDS lucharon en la ciudad de Al Raqa contra el Estado Islámico para recuperar la ciudad, considerada como la capital del califato yihadista. La ciudad se encontraba totalmente cercada por las tropas kurdas y su liberación daría lugar a un enclave estratégico y simbólico en la guerra contra el EI. Las FDS finalmente recuperaron toda la ciudad el 17 de octubre de 2017, tras más de cuatro meses de combate.